# Гидроксид алюминия

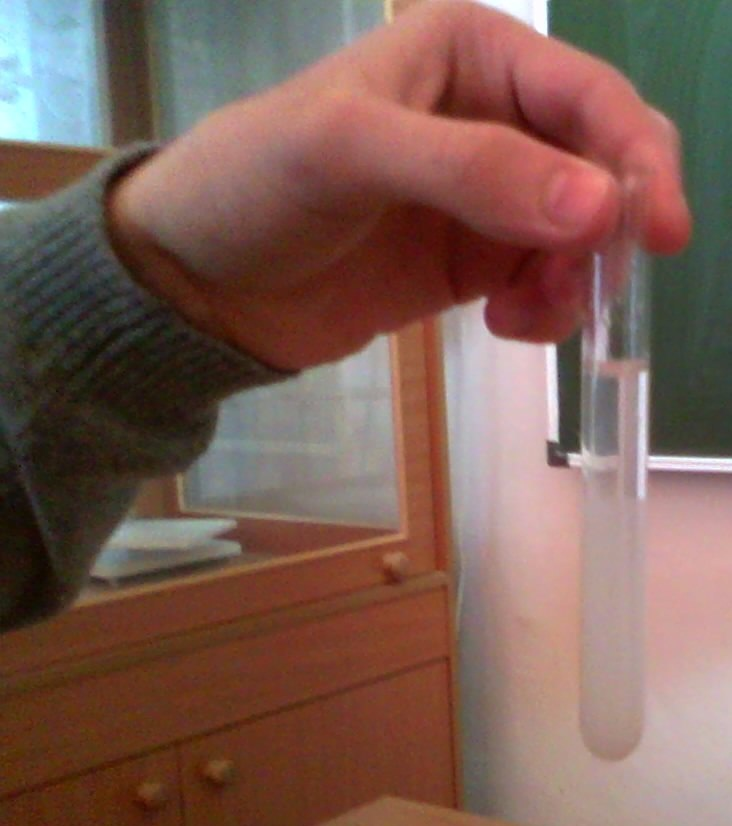
Гидроксид алюминия

Гидрокси́д алюми́ния — неорганическое соединение с химической формулой Al(OH)3. Белое студенистое вещество, плохо растворимое в воде, обладает амфотерными свойствами, слабый электролит.

## Получение
Гидроксид алюминия получают при взаимодействии солей алюминия с аммиаком:
{\displaystyle {\mathsf {Al_{2}(SO_{4})_{3}+6NH_{3}+6H_{2}O\longrightarrow 2Al(OH)_{3}\downarrow +~3(NH_{4})_{2}SO_{4}}}}
Гидроксид алюминия выпадает в виде белого студенистого осадка.
Второй способ получения гидроксида алюминия — взаимодействие водорастворимых солей алюминия с растворами карбонатов щелочных металлов:
{\displaystyle {\mathsf {2AlCl_{3}+3Na_{2}CO_{3}+6H_{2}O\rightarrow 2Al(OH)_{3}\downarrow +3H_{2}O+~3CO_{2}\uparrow +~6NaCl}}}
{\displaystyle {\mathsf {2AlCl_{3}+3Na_{2}S+6H_{2}O\rightarrow 2Al(OH)_{3}\downarrow +~3H_{2}S\uparrow +~6NaCl}}}

## Физические свойства
Гидроксид алюминия представляет собой белое кристаллическое вещество, для которого известны 4 кристаллические модификации:
- моноклинный (γ) гиббсит
- триклинный (γ') гиббсит (гидраргиллит)
- байерит (γ)
- нордстрандит (β)

Существует также аморфный гидроксид алюминия переменного состава Al2O3•nH2O

## Химические свойства
Свежеосаждённый гидроксид алюминия может взаимодействовать с:
- кислотами

{\displaystyle {\mathsf {Al(OH)_{3}+3HCl\longrightarrow AlCl_{3}+3H_{2}O}}}
- щелочами

В растворе гидроксида натрия:
{\displaystyle {\mathsf {Al(OH)_{3}+NaOH+2H_{2}O\longrightarrow Na[Al(OH)_{4}(H_{2}O)_{2}]}}}
При сплавлении твёрдых реагентов:
{\displaystyle {\mathsf {Al(OH)_{3}+NaOH\ {\xrightarrow {1000^{o}C}}\ NaAlO_{2}+2H_{2}O}}}
При нагревании разлагается:
{\displaystyle {\mathsf {2Al(OH)_{3}\ {\xrightarrow {t>575^{o}C}}\ Al_{2}O_{3}+3H_{2}O}}}
С растворами аммиака не реагирует. 

## Применение
Гидроксид алюминия используется при очистке воды, так как обладает способностью абсорбировать различные вещества.
В медицине, в качестве антацидного средства, в качестве адъюванта при изготовлении вакцин.
В качестве абразивного компонента зубной пасты.
В качестве антипирена (подавителя горения) в пластиках и других материалах.
После обработки до окислов применяется в качестве носителя для катализаторов.
Гидроксид алюминия используется в производстве искусственного камня и электротехнических деталей, для изготовления полимеров, лакокрасочных материалов, а также при заливке наливных полов.